# 时钟宫
43°43′10.99″N 10°23′58.38″E / 43.7197194°N 10.3995500°E

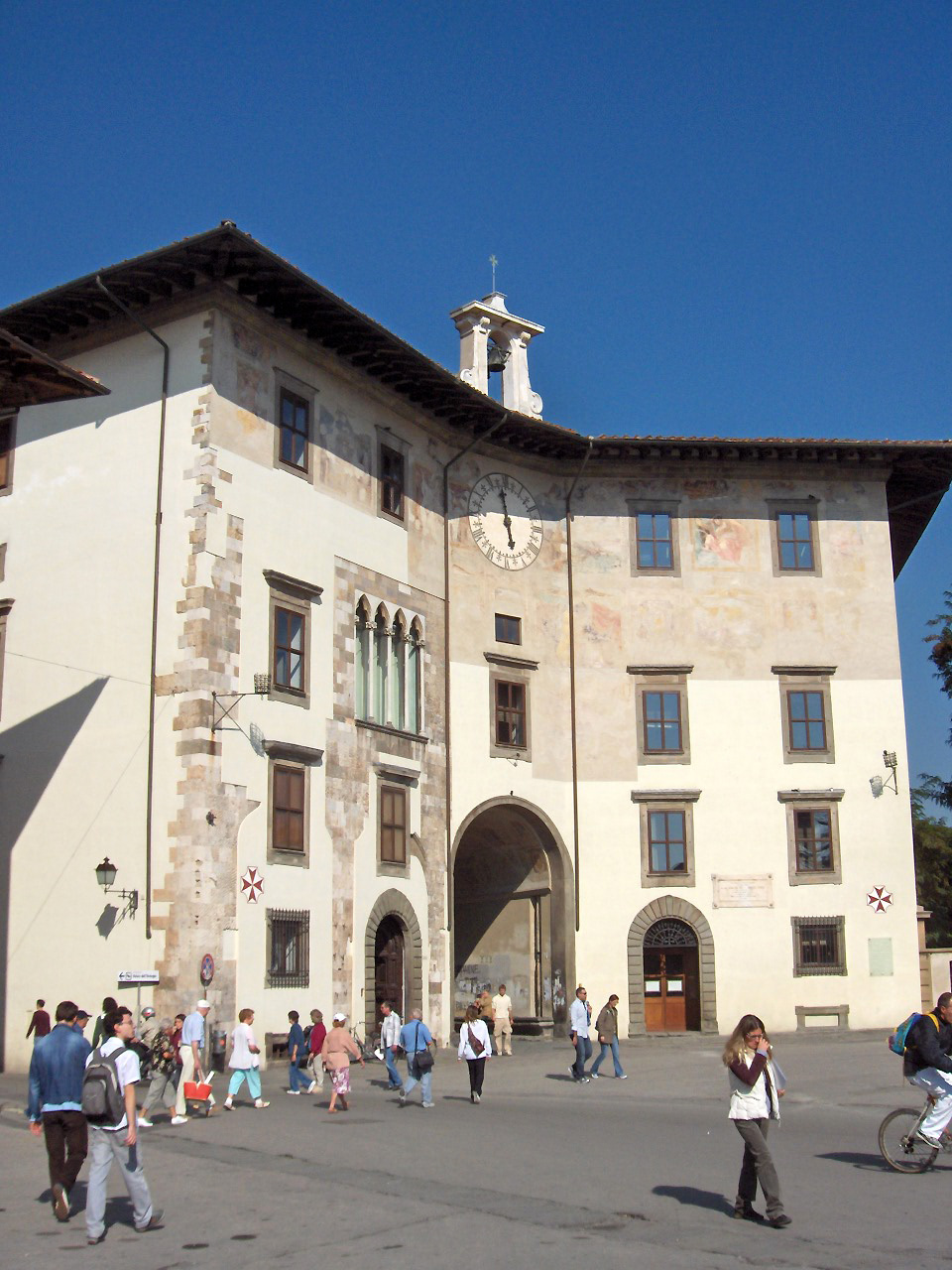
时钟宫

时钟宫（Palazzo dell'Orologio）是一座古老的中世纪建筑，位于意大利比萨市中心的骑士广场。
最迟在1357年，此处为人民上尉（capitano del Popolo）府邸，属于Gualandi家族。修建时纳入了著名的穆达塔（Torre della Muda，又名饥饿塔，Della Fame），为1289年Gherardesca伯爵和他的子孙饿死之处。这是但丁《神曲》中的著名情节。塔的轮廓今仍可见。
1605年-1608年，修建一个带时钟的拱门，将原来的两座建筑连接起来，遂形成目前的建筑。
1970年代，此建筑成为比萨高等师范学校的图书馆，与骑士宫之间修建了地下通道。